# Veličná
Veličná és un poble i municipi d'Eslovàquia que es troba a la regió de Žilina, al centre-nord del país.

## Demografia
| Godina             | 1994 | 2004    | 2014    | 2024    |
| ------------------ | ---- | ------- | ------- | ------- |
| Nombre de persones | 731  | 870     | 1136    | 1616    |
| Diferència         |      | +19,01% | +30,57% | +42,25% |

| Godina             | 2023 | 2024   |
| ------------------ | ---- | ------ |
| Nombre de persones | 1577 | 1616   |
| Diferència         |      | +2,47% |

## Persones il·lustres nascudes a Veličná
- Mikuláš Baticiuc (1560 – 1635), poeta, professor i sacerdot evangèlic
- Vojtech Beňuš (1891 – ?), literat i oficial
- Peter Michal Bohúň (1822 - 1879), professor i pintor
- Ján Cimrák (1859 - 1926), monjo evangèlic. Escrigué amb el pseudònim de Bralský a Dolský.
- Ján Čaplovič (1905 - 1979), professor i historiador
- Pavol Čaplovič (1917 - 1994), professor i arqueòleg
- Štefan Dzian (1695 - 1779), sacerdot jesuïta. Escrigué Arcis Davico sive discordia i Beati Sulpici Severi.
- Ján Dudáš (? - 1946), pedagog i bibliografista
- Peter Faltin (1924 - 1971), pedagog musical i musicòleg
- Peter Halaša (1919 - 1981), professor
- Mikuláš Huba (1891 - 1981), funcionari, pioner de la fotografia i del turisme
- Peter Huba (historik) (? - 1949), historiador i editor
- Anna Hroboňová (1883 - 1949), escriptora popular
- Juraj Chorvát (1895 - 1955), arquitecte
- Jozef Janek (1912 - ?), professor i publicista
- Oľga Jurkovičová (1895 - 1973), professora i poeta